# Abdulaziz Belraysh
Abdulaziz Belraysh (Tripoli, 12 luglio 1990) è un calciatore libico, Difensore dell'Al-Ittihad.

## Carriera
Ha vestito la maglia della Nazionale libica tra il 2010 e il 2012.